# Medinilla (género)
Medinilla es un género  de arbustos o lianas perteneciente a la familia Melastomataceae, nativa de las regiones tropicales del Viejo Mundo desde África (dos especies), Madagascar (alrededor de 70 especies) y sur de Asia a las islas del Océano Pacífico.  Comprende 188 especies descritas y de estas, solo 19 aceptadas.

## Descripción
Son arbustos o lianas perennes. Con hojas opuestas o alternas, según especie. Las flores son de color blanco o rosa, agrupadas en panículas.

## Taxonomía
El género fue descrito en 1830 por Charles Gaudichaud-Beaupré (Gaudich. en su abreviatura botánica) en su obra "Voyage autour du Monde, entrepris par Ordre du Roi, . . . Execute sur les Corvettes de S.M. l'Uranie et la Physicienne . . . par M. Louis de Freycinet. Botanique". No obstante, previamente había sido publicado por Augustin Pyrame de Candolle (DC. en su abreviatura botánica) en Prodromus Systematis Naturalis Regni Vegetabilis 3: 167. 1828.
Etimología
El género fue dedicado a José de Medinilla y Pineda, gobernador español de las Islas Marianas en 1820.

## Especies aceptadas
A continuación se brinda un listado de las especies del género Medinilla (género) aceptadas hasta febrero de 2013, ordenadas alfabéticamente. Para cada una se indica el nombre binomial seguido del autor, abreviado según las convenciones y usos:
- Medinilla arboricola. China.
- Medinilla assamica. China.
- Medinilla cumingii. Filipinas.
- Medinilla curtisii

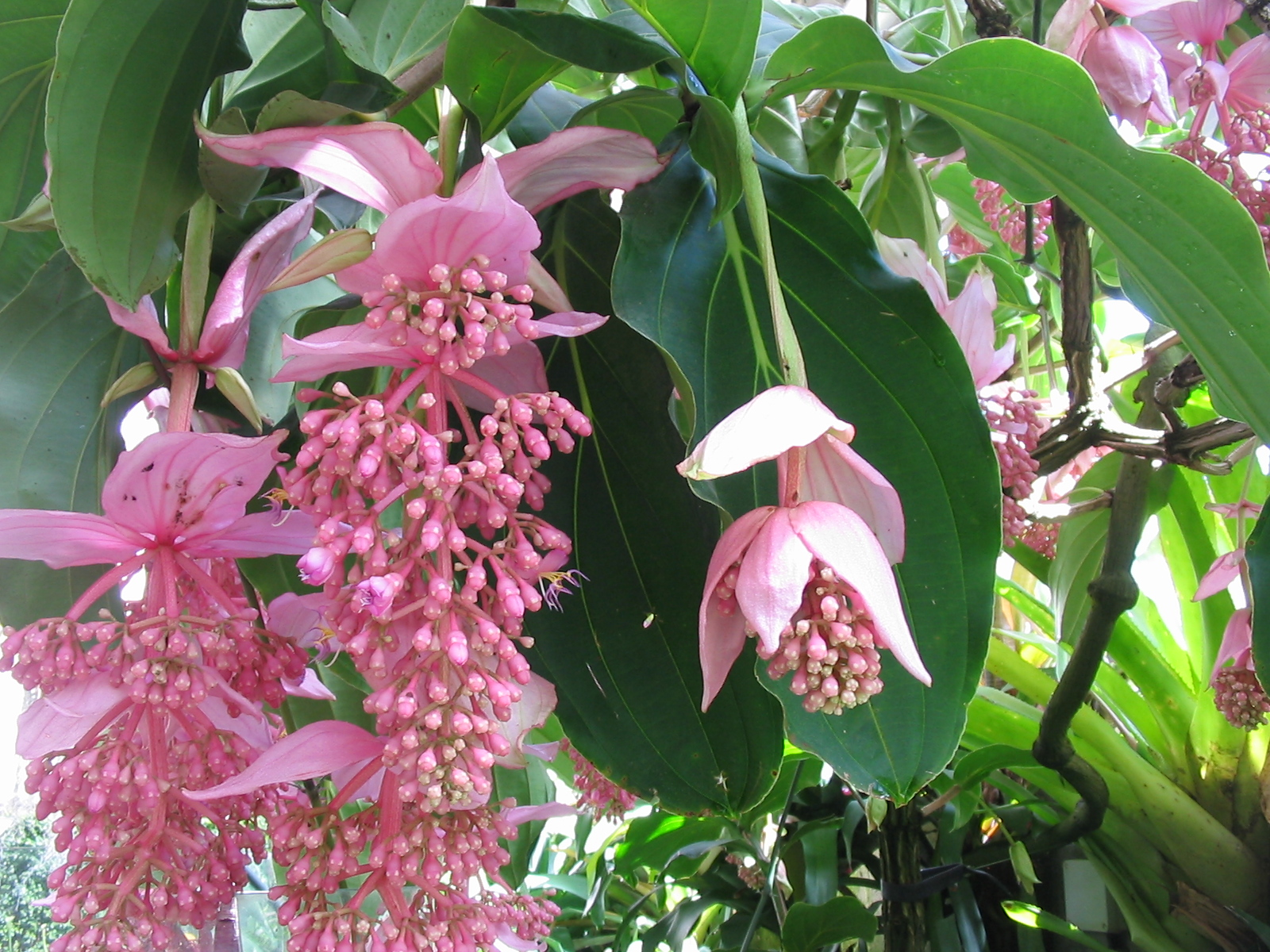
Medinilla magnifica es una popular planta ornamental endémica de Luzón, Filipinas.

- Medinilla erythrophylla. China, Nepal.
- Medinilla fengii. China.
- Medinilla formosana. China.
- Medinilla fuligineo-glandulifera. China.
- Medinilla hainanensis. China.
- Medinilla hayataiana. China.
- Medinilla himalayana. China.
- Medinilla lanceata. China.
- Medinilla luchuenensis. China.
- Medinilla magnifica. Filipinas
- Medinilla multiflora. Filipinas.
- Medinilla nana. China.
- Medinilla petelotii. China.
- Medinilla rubicunda. China.
- Medinilla scortechinii
- Medinilla sedifolia
- Medinilla septentrionalis. China.
- Medinilla venosa. Indonesia, Filipinas
- Medinilla yunnanensis. China.